# Illa de Las Palomas

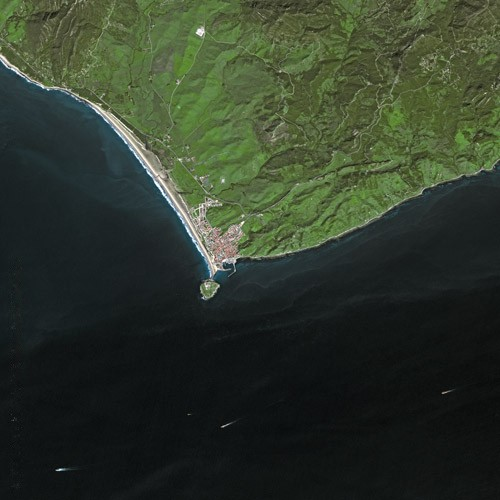
Vista satèl·lit

L'illa de las Palomas o illa de Tarifa, actualment unida a terra mitjançant una carretera, és l'illa existent enfront de la ciutat de Tarifa i l'extrem sud de la qual, la punta de Tarifa, representa el punt més meridional de la península ibèrica i de l'Europa continental.
A la zona nord-oriental de l'illa són visibles les restes d'almenys cinc hipogeus funeraris fenici-púnics datats entre els segles VI i IV aC. La pràctica totalitat de la superfície de l'illa s'ha vist, a més, molt alterada per la construcció de pedreres d'on es va extreure sistemàticament, des d'època romana, roca calcària fosilífera per a la construcció. La fortificació de l'illa es va dur a terme des d'almenys el segle XVII amb l'establiment d'una petita bateria, en principi amb una dotació de cinc homes, per a construir-se des de 1798 les primeres bateries d'un fort projectat dos anys abans.
Fins al 1808 l'illa va estar separada de Tarifa. Aquest any va ser construït el camí de l'illa, obra d'Antonio González Salmón, qui també va ser responsable de l'espigó que fa funció de port de Tarifa.
Des de mitjans del segle XX es van establir gran quantitat de casernes i els seus terrenys van ser propietat del Ministeri de Defensa fins que van ser declarats de Domini Públic Maritimoterrestre el 1988. La posterior declaració el 2003 del Parc natural de l'Estret de Gibraltar va suposar la protecció de l'illa i de les seves aigües més immediates a causa dels seus peculiars valors ecològics.

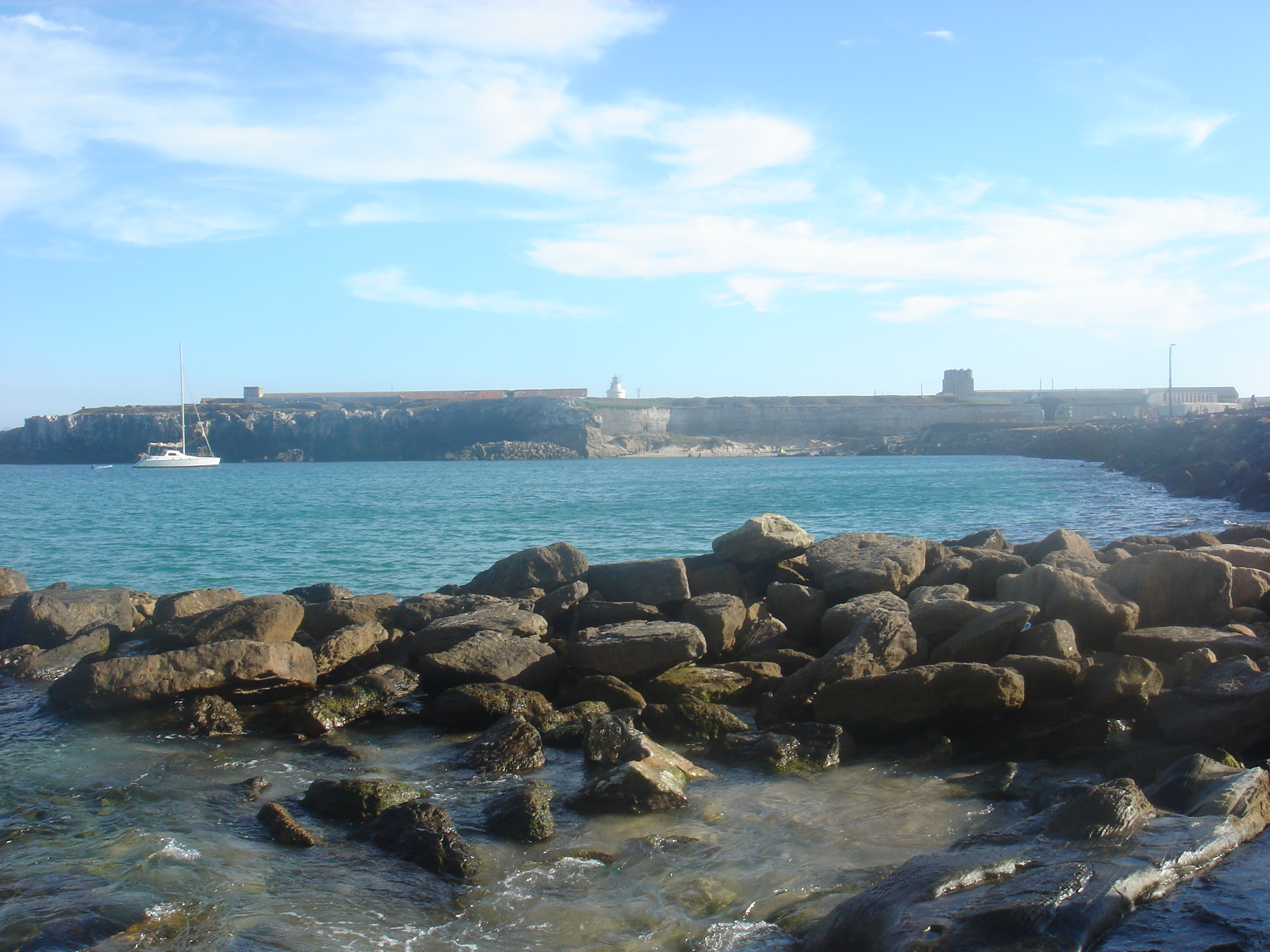
Illa